# Leonfeldener Straße
Die Leonfeldener Straße (B 126) ist eine Landesstraße in Österreich. Sie führt auf einer Länge von 34 km von der oberösterreichischen Landeshauptstadt Linz durch das Mühlviertel hinauf zum Hohenfurther Sattel zur Staatsgrenze nach Tschechien. Benannt ist die Straße nach der Stadt Bad Leonfelden, der einzigen größeren Gemeinde, die an ihr liegt.

## Geschichte
Die Leonfeldener Straße war eine von sechs Landesstraßen in Oberösterreich. Vom 1. November 1864 bis zum 31. Oktober 1909 wurde auf dieser Straße eine Maut erhoben.
Die Leonfeldener Straße zwischen Linz und der Staatsgrenze bei Weigetschlag wurde durch Verordnung der Bundesregierung vom 9. Juni 1933 zur Bundesstraße erklärt. Bis 1938 wurde die Leonfeldener Straße als B 51 bezeichnet, nach dem Anschluss Österreichs wurde die Leonfeldener Straße nicht als Reichsstraße geführt. Im Zuge der Vereinheitlichung des Straßensystems wurde sie am 1. April 1940 in eine Landstraße I. Ordnung umgewandelt und als L.I.O. 24 bezeichnet.
Seit dem 1. April 1948 gehört die Leonfeldener Straße wieder zum Netz der Bundesstraßen in Österreich.